# إسحاق بن عقيل بن يحيى
إسحاق بن عقيل بن يحيى (المتوفى 1271 هـ) عالم دين وسياسي من أعيان ووجهاء السادة العلويين بمكة. كان شيخ السادة العلويين بمكة، وله ذكر في حوادث الحجاز وحضرموت. ثم هو صديق للشريف محمد بن عون أمير مكة، فكان يسعى في دار السلطنة العثمانية بالتوصية على إسحاق وضرورة استشارته.

## نسبه
إسحاق بن عقيل بن عمر بن عقيل بن شيخ بن عبد الرحمن بن عقيل بن أحمد بن يحيى بن حسن الأحمر بن علي العناز بن علوي بن محمد مولى الدويلة بن علي بن علوي الغيور بن الفقيه المقدم محمد بن علي بن محمد صاحب مرباط بن علي خالع قسم بن علوي بن محمد بن علوي بن عبيد الله بن أحمد المهاجر بن عيسى بن محمد النقيب بن علي العريضي بن جعفر الصادق بن محمد الباقر بن علي زين العابدين بن الحسين السبط بن علي بن أبي طالب، وعلي زوج فاطمة بنت محمد ﷺ.
فهو الحفيد 31 لرسول الله محمد ﷺ في سلسلة نسبه.

## مولده ونشأته
ولد في مكة بالحجاز بعد أن هاجر إليها والده قادمًا من قارة الصناهيج بحضرموت، وتلقى العلم على جملة من علماء مكة، كما أخذ العلم عن والده عقيل بن عمر وشهرته بـ"السقَّاف" وعن عمر عبد رب الرسول العطار.

## حياته السياسية
كان ولاة الأتراك يتصلون بإسحاق بن عقيل ويستشيرونه في أمورهم بمقتضى توصيات خاصة تصلهم من كبار رجال السلطنة في تركيا. فإن آكاه باشا كان مقربا لإسحاق يستشيره في كثير من مهمات الأمور، ثم صار بعده عزت باشا، ثم كامل باشا كذلك، وكانت تأتيهم مكاتيب من الصدارة ومن شيخ الإسلام بالتوصية على إسحاق، وكان استخراج تلك المكاتيب بوساطة الشريف محمد بن عون وابنه عبد الله.
هذا ولإسحاق بن عقيل تاريخ حافل بالأحداث، فعندما استفحلت الفتن والحروب في حضرموت بين العشيرتين الحضرميتين يافع وآل كثير في أواسط القرن الثالث عشر الهجري، كتب إليه بعض أهالي حضرموت إلى الحجاز يطلبون وساطته إلى الدولة العثمانية لنجدتهم حسمًا للفوضى والفساد. وكانت صنعاء باليمن في ذلك الوقت ثائرة على الدولة العثمانية، فأصدرت الأوامر من الأستانة سنة 1264 هـ بتجهيز جيش كثيف لإخضاع اليمن ومنها حضرموت تحت قيادة الشريف محمد بن عون، وبمعيته توفيق باشا ومحمد بن يحيى وإسحاق بن عقيل.
وتمكن الشريف محمد بن عون من انتزاع الحديدة والمخا وزبيد وبيت الفقيه من يد الشريف حسين بن علي بن حيدر سنة 1265 هـ بلا قتال مقابل مرتبات تصرف للشريف حسين. ثم زحف بجيشه إلى صنعاء واستولى عليها، ونجح في مهمته وولّى عليها من قبله محمد بن يحيى إماما، غير أنه لم تمر أيام حتى ثار أهل صنعاء عليه وقتلوا محمد بن يحيى وتوفيق باشا وبعض العسكر وأخرجوا الباقين منها، ولكن بقيت الحديدة وباقي المناطق تحت سيطرة محمد بن عون.
وقد فرز من ذلك التجهيز القادم من الحجاز جيش صغير ألقيت قيادته إلى إسحاق بن عقيل ليتوجه إلى حضرموت. ووصل إسحاق إلى حضرموت في حملة مؤلفة من جنود أتراك وبعض جنود الشريف حسين بن علي بن حيدر في عدد من المراكب أبحرت من موانئ الحديدة، وهاجموا موانئ في الساحل الحضرمي، وجرت معارك في المنطقة الواقعة بين مدينة الشحر وقرية دفيقة، بين جماعة إسحاق بن عقيل وبين آل بريك اليافعيين حكام مدينة الشحر، أسفرت عن هزيمة صاحب الترجمة، فعاد إسحاق مع الناجين إلى مكة، وقد عرفت تلك الموقعة التاريخية بمعركة مُرَير.

## مؤلفاته
له مصنفات أشارت إليها معاجم المؤلفين منها:
- «تعطير الكون في التعريف بذوي عون»[13]
- «البراهين الحاسمة الشقاق من جاحد عصمة النبيين على الإطلاق»

## وفاته
ولما تولى الشريف عبد المطلب بن غالب إمارة مكة سنة 1267 هـ بأمر الدولة العلية لم ينل ذلك رضى إسحاق، لأنه كان يفضل تولية الإمارة للشريف منصور بن يحيى بن سرور. وقد حاول أن يحسن ذلك الرأي للوالي التركي، فلما رأى عبد المطلب اتصال إسحاق بالولاة العثمانيين لم يأمنه، وصار يظهر له الكراهة، واتهمه بأنه يلقي العداوة بينه وبين الولاة. ثم عزله من مشيخة السادة سنة 1269 هـ، وأقام في المشيخة أخاه عبد الله بن عقيل، ثم ما لبث أن أمر بالقبض عليه سنة 1271 هـ في بستانه بالهجلة وإرساله إلى الطائف فلما علم الوالي التركي كامل باشا ندب بعض الخيالة لإدراكه في طريق الطائف فلم يستطيعوا. وقد عُزر إسحاق على أثر وصوله ثم سُجن في القلعة بالمثناة لمدة يومين ثم توفي، فاتُّهم عبد المطلب بوفاته، فزعزع ذلك من مكانته لدى الحكومة العثمانية.

### استشهادات
1. ↑  الزركلي، خير الدين (2002). الأعلام (PDF). بيروت، لبنان: دار العلم للملايين. ج. الأول. ص. 295. مؤرشف من الأصل (PDF) في 2023-02-03.
2. ↑  ابن حميد الكندي، سالم بن محمد (2003). تاريخ حضرموت المسمى بالعدة المفيدة الجامعة لتواريخ قديمة وحديثة. صنعاء، اليمن: مكتبة الإرشاد. ج. الثاني. ص. 5.
3. ↑  فودة، علي بن إبراهيم (2016). المشجر المبسط في أنساب الحسن والحسين. القاهرة، مصر: دار الكتب. ج. الثاني. ص. 117.
4. ↑  مرداد، عبد الله بن أحمد أبو الخير (1986). المختصر من كتاب نشر النور والزهر في تراجم أفاضل مكة. جدة، السعودية: عالم المعرفة. ص. 128.
5. ↑  بن طاهر، محمد بن هاشم (2002). حضرموت تاريخ الدولة الكثيرية (PDF). تريم، اليمن: تريم للدراسات والنشر. ج. الثاني. ص. 292.
6. ↑  دحلان، أحمد بن زيني. خلاصة الكلام في بيان أمراء البلد الحرام من زمن سيدنا النبي ﷺ إلى وقتنا هذا بالتمام (PDF). مطبوعات أرض الحرمين. ص. 409.
7. ↑  الشاطري، محمد بن أحمد (1994). أدوار التاريخ الحضرمي. المدينة المنورة، السعودية: دار المهاجر. ج. الثاني. ص. 386.
8. ↑  السقاف، عبد الرحمن بن عبيد الله (2005). إدام القوت في ذكر بلدان حضرموت. جدة، السعودية: دار المنهاج. ص. 175. مؤرشف من الأصل في 2022-08-23.
9. ↑  البكري، صلاح بن عبد القادر (1935). تاريخ حضرموت السياسي. القاهرة، مصر: المطبعة السلفية. ج. الأول. ص. 170.
10. ↑  باحسن، عبد الله بن محمد (2010). نشر النفحات المسكية في أخبار الشحر المحمية. تريم، اليمن: تريم للدراسات والنشر. ص. 467.
11. ↑  البغدادي، إسماعيل باشا (1967). هدية العارفين: أسماء المؤلفين وآثارالمصنفين (PDF). طهران، إيران: مكتبة الجعفري التبريزي. ج. الأول. ص. 202.
12. ↑  كحالة، عمر رضا (1957). معجم المؤلفين (PDF). بيروت، لبنان: مكتبة المثنى. ج. الثاني. ص. 235.
13. ↑  البغدادي، إسماعيل باشا. إيضاح المكنون في الذيل على كشف الظنون عن أسامي الكتب والفنون (PDF). بيروت، لبنان: دار إحياء التراث العربي. ج. الأول. ص. 297.
14. ↑  المشهور، عبد الرحمن بن محمد (1984). شمس الظهيرة (PDF). جدة، السعودية: عالم المعرفة. ج. الأول. ص. 313. مؤرشف من الأصل (PDF) في 2022-04-10.
15. ↑  السقاف، علي بن محسن (1430 هـ). الاستزادة من أخبار السادة. عمان، الأردن: دار الفتح. ج. الثاني. ص. 1094. ISBN:9789957231385. {{استشهاد بكتاب}}: تحقق من التاريخ في: |تاريخ= (مساعدة)